# Inishtrahull
Inishtrahull è un piccolo isolotto a nord delle coste del Donegal e, se si esclude Rockall, la cui nazionalità è disputata, è il territorio più settentrionale della Repubblica d'Irlanda. La piccola isola è totalmente disabitata ed ospita un faro.